# Eugène Bethmont
Pour les articles homonymes, voir Bethmont.
Eugène Bethmont, né à Paris le 12 mars 1804, mort à Paris le 1er avril 1860, est un avocat et homme politique français.

## Biographie
Son enfance à Paris avec un père boulanger près du Faubourg Saint-Antoine fut difficile et ne le prédestinait pas à une carrière dans le droit et la politique. Comme il l'écrit lui-même dans une correspondance avec ses fils: "dès l'enfance j'ai été accoutumé avec les privations pour me soutenir jusqu'à mes vingt huit ans, époque de mon mariage". Son fils est Paul Louis Gabriel Bethmont.
Dans sa carrière d'avocat, il dit à son fils dans une correspondance datée du 28 février 1858, avoir assisté aux interrogatoires dans l'affaire de l'attentat contre Napoléon III par Felice Orsini.
Il fut membre de l'Assemblée constituante de 1848, ministre de la Justice, ministre de l'agriculture et du commerce puis président de section au Conseil d'État. 
Il est enterré au cimetière du Père-Lachaise (35e division).

## Sources et références
- « Eugène Bethmont », dans Adolphe Robert et Gaston Cougny, Dictionnaire des parlementaires français, Edgar Bourloton, 1889-1891 [détail de l’édition]

Cet article comprend des extraits du Dictionnaire Bouillet. Il est possible de supprimer cette indication, si le texte reflète le savoir actuel sur ce thème, si les sources sont citées, s'il satisfait aux exigences linguistiques actuelles et s'il ne contient pas de propos qui vont à l'encontre des règles de neutralité de Wikipédia.